# 70 Virginis b
70 Virginis b est une exoplanète située à environ 59 années-lumière dans la constellation de la Vierge. Annoncée en 1996, 70 Virginis est l'une des premières étoiles pour laquelle la présence d'un système planétaire est confirmée.
Lors de son annonce, on a cru que 70 Virginis b était dans la zone habitable de son étoile, aussi appelée en anglais, Goldilocks zone, ce qui a valu à cette planète le surnom de Goldilocks, c'est-à-dire Boucles d'Or (« pas trop chaud, ni trop froid »).
Toutefois, on a confirmé plus tard que son orbite était excentrique et plus près de son étoile.
C'est le satellite Hipparcos qui a montré que l'étoile était plus distante qu'on ne l'avait pensé et donc plus brillante qu'initialement estimé, ce qui a impliqué que la planète était dans une zone trop chaude pour être habitable.

## Caractéristiques
70 Virginis b est une exoplanète géante gazeuse ayant 7,5 fois la masse de Jupiter et une orbite excentrique de 116 jours autour de son étoile parente. On s'attend à ce que sa gravité de surface soit de six à huit fois celle de Jupiter. 

Au moment de sa découverte en janvier 1996, on croyait que l'étoile se trouvait à seulement 29 al ce qui a fait qu'on a cru que l'étoile était moins lumineuse selon sa magnitude apparente. Il en a résulté qu'on a également cru que l'orbite de cette mésoplanète semblait être dans la zone habitable, ce qui a fait qu'on a surnommé la planète Goldilocks, en référence au nom en anglais du personnage de Boucles d'or du conte Boucles d'or et les Trois Ours : pas trop chaude ni trop froide.
Le satellite Hipparcos a finalement montré que l'étoile était plus distante et donc plus brillante, ce qui implique que la planète est trop chaude pour être dans la zone habitable de son étoile.